# ويليام وود (مجدف)
ويليام وود هو مجدف كندي، ولد في 6 يناير 1899 في وينيبيغ في كندا، وتوفي في 2 أكتوبر 1969 في فانكوفر في كندا.

## وصلات خارجية
- ويليام وود على موقع الاتحاد الدولي للتجديف (الإنجليزية)
- ويليام وود على موقع اللجنة الأولمبية الدولية (الإنجليزية)
- ويليام وود على موقع أوليمبيديا (الإنجليزية)